# Éderson Alves Ribeiro Silva
Éderson Alves Ribeiro Silva (sinh ngày 13 tháng 3 năm 1989) là một cầu thủ bóng đá người Brasil.

## Sự nghiệp câu lạc bộ
Éderson Alves Ribeiro Silva đã từng chơi cho Kashiwa Reysol.